# گل‌تپه (کوثر)
گل‌تپه یک روستای بسیار تاریخی در ایران است که در نزدیکی شهر خلخال واقع شده‌است و به دلیل تاریخی بودن مورد حفاری های غیر قانونی بسیاری قرار گرفته است.این روستا در فاصله بسیار نزدیکی از آب درمانی کوثر قرار دارد.طبیعت فوق العاده و بکر روستا یکی از مزیت های این منطقه محسوب میشود‌.این روستا بسیار اسرار آمیز بوده و داستان هایی از جشن و پایکوبی جن ها در اطراف روستا (منطقه گُوشوخ) و مشاهده شی نورانی عجیب در سال 95 از شاهدان این اتفاقات در آن شنیده میشود.طبق برخی شنیده ها این روستا یک تونل مخفی زیرزمینی دارد. گل‌تپه 45 نفر جمعیت دارد.